# Porträtt av Barbara Dürer, född Holper
Porträtt av Barbara Dürer, född Holper (tyska: Bildnis der Barbara Dürer, geb. Holper) är en oljemålning av den tyske renässanskonstnären Albrecht Dürer. Den målades omkring 1490 och ingår sedan 1800 i Germanisches Nationalmuseums samlingar i Nürnberg.  
Porträttet av Dürers mor Barbara (cirka 1451–1514) utgjorde ursprungligen en pendang (eller diptyk) till det ungefär samtidigt målade porträttet av konstnärens far. De båda porträtten utfördes av en ung Dürer; han var i övre tonåren och tydligt influerad av sin lärare Michael Wolgemut. Båda tavlorna var kvar i konstnärens ägo livet ut. Porträttet av fadern, som historiskt har värderats högre, förvärvades 1628 av medicéerna i Florens där det idag är utställt på Uffizierna. De båda porträtten separerades därmed och porträttet av modern föll i glömska, åtminstone vad gäller den porträtterades identitet. Först 1979 fastställdes det att det rörde sig om ett porträtt av Dürers mor.    
Dürer porträtterade sin mor även 1514 i en kolteckning på papper som idag ingår i samlingarna på Kupferstichkabinett Berlin. Det är ett ömsint porträtt av en åldrande kvinna, 63 år gammal och två månader före hennes död. Barbara hade gift sig när hon var 15 med Dürers då 40-årige ungerske far, Albrecht den äldre. Han var guldsmedslärling hos Barbaras far Hieronymus Holper och tillsammans fick de 18 barn – men endast tre uppnådde vuxen ålder, däribland Albrecht.

## Bilder

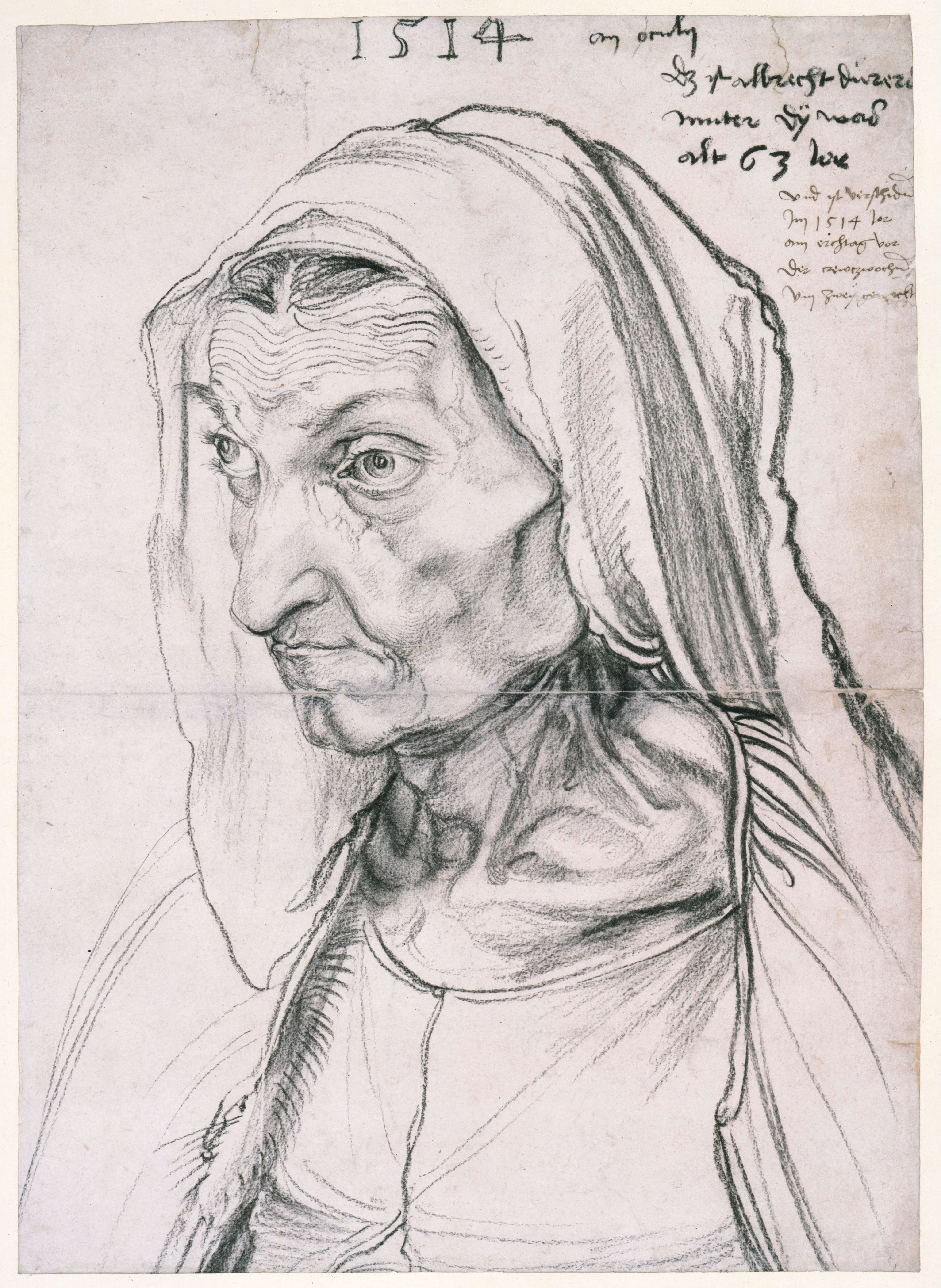
Dürers Barbara Dürer, geb. Holper från 1514. Kolteckning på papper, 42,2 x 30,6 cm.
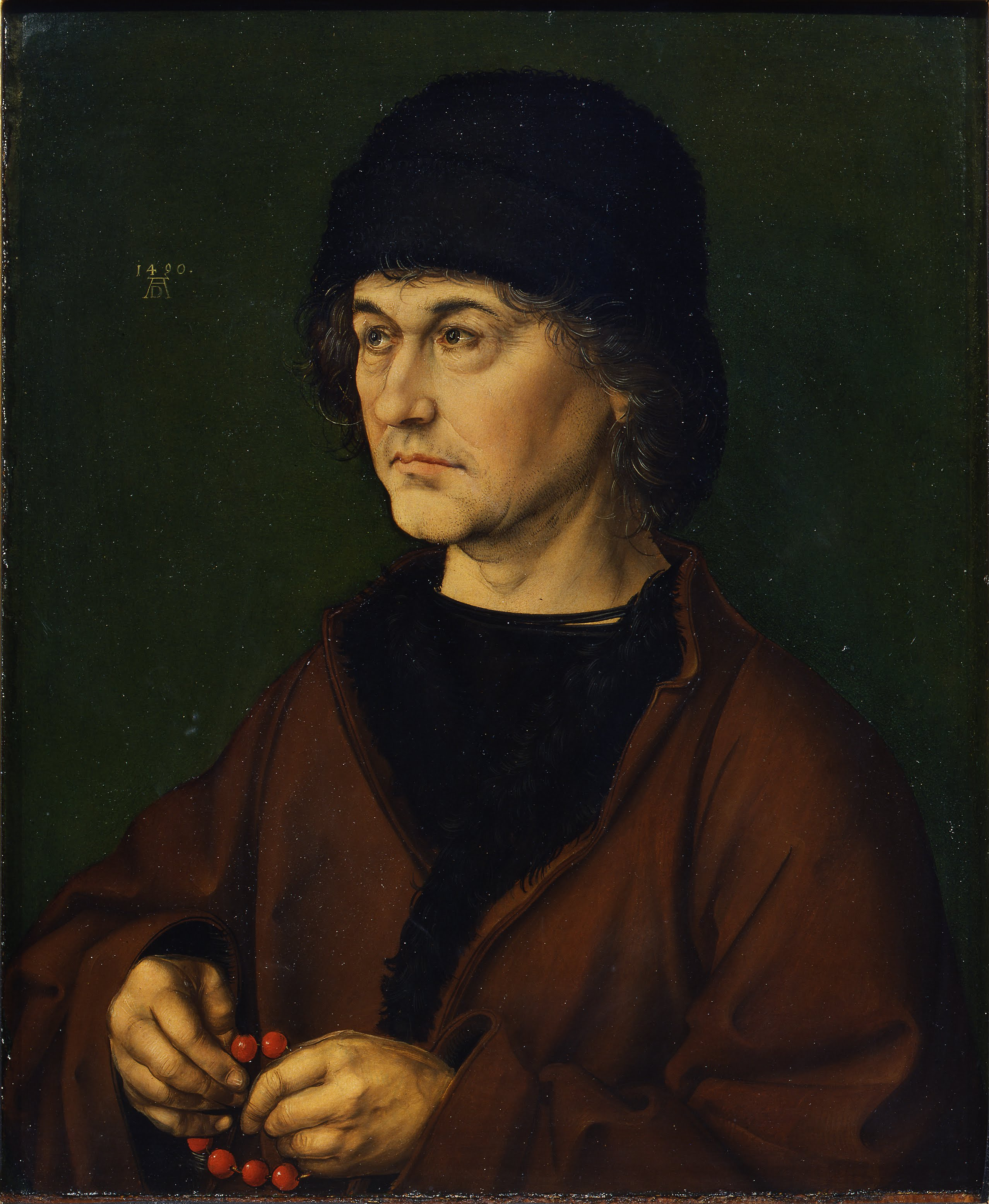
Dürers Porträtt av konstnärens far från cirka 1490. Anses vara en pendang till Porträtt av Barabara Dürer.